# Tatort: Mein Revier
Mein Revier ist ein Fernsehfilm aus der Fernseh-Kriminalreihe Tatort der ARD, des ORF und des SF.
Der Film wurde vom WDR produziert und am 11. November 2012 erstmals nahezu gleichzeitig von den Sendern Das Erste und EinsFestival gesendet. Es ist die 849. Folge der Tatort-Reihe und der zweite Fall mit Jörg Hartmann als Hauptkommissar Faber in Dortmund, sowie Hauptkommissarin Martina Bönisch (Anna Schudt), Oberkommissarin Nora Dalay (Aylin Tezel) und Oberkommissar Daniel Kossik (Stefan Konarske).

## Handlung
In der Dortmunder Nordstadt, der unmittelbaren Nachbarschaft von Oberkommissarin Nora Dalay, wurde der Zuhälter und Dealer Serkan Bürec an seinem Schreibtisch erschossen. Er galt als rechte Hand des zwielichtigen Geschäftsmannes Tarim Abakay, eines unbeliebten aber einflussreichen Agitators des Viertels. Die Spuren am Tatort lassen darauf schließen, dass das Opfer regelrecht hingerichtet wurde und dass es sehr wahrscheinlich eine Zeugin gab. Nach Kriminalhauptkommissar Peter Fabers Meinung dürfte es eine Prostituierte gewesen sein.
Die Streifenpolizisten Rainer Polland und Paul Klose waren die ersten am Tatort. Für sie ist es ihr Revier und dass jetzt Leute der Mordkommission ihre gewohnte Ordnung umstoßen, gefällt ihnen gar nicht. Zudem eckt Faber auch in seinem Team immer wieder an, doch hat er meist den richtigen „Riecher“. So findet er tatsächlich die Tatwaffe, weil er intuitiv den Müllcontainer auf der Straße durchwühlt.
Tarim Abakay zählt für die Ermittler zu den Hauptverdächtigen. Als die Kommissare Faber und Bönisch ihn befragen wollen, werden sie Zeugen, wie die Streifenpolizisten Polland und Klose gerade wieder dabei sind, für Ordnung in ihrem Revier zu sorgen. Abakay weiß, dass das Opfer mit Polland Streit und ihn sogar wegen übertriebener Polizeigewalt angezeigt hatte.
Parallel befragen Nora Dalay und Daniel Kossik die bulgarischen Bewohner des Viertels. Da Polland und Klose behaupten, dass ein Mann namens Marek Bojanov mit dem Mordopfer erst vor kurzem eine heftige Auseinandersetzung gehabt habe, suchen Dalay und Kossik nach ihm. Angeblich ging es bei dem Streit um die hohen Mietzahlungen, die Abakay von seinen bulgarischen Landsleuten für die primitiven und heruntergekommenen Wohnungen verlangt.
Als die Spurensicherung Fingerabdrücke der Prostituierten Elena Zvetkova am Tatort sichern kann, ist sich Bönisch sicher, dass sie die gesuchte Zeugin ist, die sie so schnell wie möglich finden müssen. Faber entdeckt sofort eine Verbindung zu einem Fall, den Hauptkommissar Krüger gerade bearbeitet, bei dem ein Ivo Zvetkov in einem Auto verbrannt ist. Den Fotos nach könnte das verbrannte Opfer Elena Zvetkovas Vater gewesen sein. Faber will daraufhin auch diesen Fall übernehmen, wodurch er sich den Missmut seines Kollegen Krüger zuzieht. Dieser besteht darauf, dass das „sein Fall“ sei, der nicht in Fabers Zuständigkeitsbereich falle. Bönisch versucht zu schlichten, da auch sie der Ansicht ist, dass beide Mordfälle zusammenhängen. Möglicherweise hat Bürec, als Abakays Handlanger, Elenas Vater umgebracht, weil dieser Abakays Machenschaften anzeigen wollte.
Nora erinnert sich, dass Pollands Frau Sonja als Sozialarbeiterin im Viertel arbeitet und daher eventuell weiß, wo Elena sein könnte. Sie hatte früher selbst als Prostituierte gearbeitet und kennt die Probleme ihrer Schützlinge. Eine Befragung verläuft jedoch negativ, da Frau Polland behauptet, nicht zu wissen, wo die Gesuchte sich aufhalte. Sie wisse jedoch, dass Elena und Marek Bojanov ein Paar seien.
Faber kann sich nicht zügeln und provoziert Abakay. Er gibt ihm zu verstehen, dass er nicht ruhen werde, bis er ihm seine Gesetzesübertretungen nachweisen könne. Tags darauf machen Abakays Leute Ärger im Bulgarenviertel, sodass die Polizei zu Hilfe gerufen wird. Bei dieser Aktion entdecken Dalay und Kossik Elenas Versteck. Parallel gelingt es Faber, Bojanov zu finden. Da er diese Aktion wieder einmal im Alleingang in die Tat umgesetzt hat, zieht er sich den Unmut von Bönisch zu, die ihm vorwirft, nicht teamfähig zu sein.
Für das Verhör von Elena bietet Sonja Polland ihre Hilfe an, da sie meint, dass die junge Frau ihr vertrauen würde. Bisher hat Elena nur ausgesagt, dass sie nichts gesehen habe. Durch das plötzliche Erscheinen von Frau Polland kommt Bönisch der Verdacht, dass diese, da sie Bürec nicht ausstehen konnte, unter Umständen etwas mit dem Mord zu tun haben könnte. Die Tatwaffe wurde bei einer Razzia sichergestellt, bei der Rainer Polland dabei war, aber bewiesen ist damit nicht, dass sie auch in seinem Besitz war.
Während Faber und Bönisch ihrem kriminalistischen Gespür folgen, spitzen sich die Ereignisse zu. Polland bedroht Abakay mit einer Pistole und fordert einen Staatsanwalt, der sein Geständnis aufnehmen soll. Während sich bereits Scharfschützen um das Gebäude postieren und abzusehen ist, dass Polland, sollte er sich nicht entschließen aufzugeben, in Lebensgefahr gerät, gesteht seine Frau angesichts der bedrohlichen Lage, in der sich ihr Mann befindet, dass sie Bürec erschossen hat und Elena sie nicht verraten wollte.
Nebenhandlung
Während Faber ermittelt, deponiert ein Unbekannter regelmäßig Fotos und Zeitungsartikel über den Autounfall in Lübeck, bei dem die Frau und die Tochter des Hauptkommissars starben, in Fabers Büro. Der Kommissar verfällt in heftige Gemütsschwankungen. Nachdem er anfangs zur Aufklärung des Falls Bürec schon verbissen mit einem Baseballschläger auf ein Auto eingedroschen und sich im weiteren Verlauf in eine lebensgefährliche Lage gebracht hat und in einer Ausnüchterungszelle landete, schlägt er, als er erneut einen Umschlag findet, seinen Schreibtisch kurz und klein, als Nora beim Anblick der Fotos aus dem Umschlag bemerkt, dass Fabers Frau nach dem Unfall noch gelebt haben müsse. Es stellt sich die Frage, wer ein Interesse an dem psychischen Problemen des Kommissars haben könnte.

## Produktionsnotizen
Während die Dreharbeiten zum ersten Dortmunder Tatort im gesamten Dortmunder Stadtgebiet, sowie in Lünen und Köln entstanden, konzentrierten sich die Dreharbeiten zu Mein Revier überwiegend auf die Dortmunder Nordstadt. Viele Szenen entstanden am Borsigplatz und den umliegenden Straßen. Bei den Szenen in den Hinterhöfen der Nordstadt werden vor allem die vergangenen Hausbesetzungen und Vermüllungen leerstehender Häuser an der Mallinckrodtstraße thematisiert. Außerhalb der Nordstadt entstanden Szenen am Dortmunder Polizeipräsidium an der Markgrafenstraße in Ruhrallee und an der neu entstehenden Promenade des Phoenix-Sees in Hörde.
Der Titelsong Mein Revier ist von Yusuf Erdugan, Künstlername „The EDY 168“.

## Rezeption

### Kritiken
Rainer Tittelbach von tittelbach.tv urteilte: „Der zweite Dortmund-‚Tatort‘, kommt sofort zur Sache. Das Tempo ist hoch, der Realitätseffekt groß, dadurch merkt man wenig von der konventionellen Dramaturgie, zumal auch die spröden Chef-Kommissare wieder auffallend von der Rolle sind. Kein Film zum ‚Liebhaben‘, aber mit hohem Faszinationspotenzial.“
Bei der Frankfurter Allgemeinen kritisierte Matthias Hannemann recht hoffnungsvoll und meint: „Diese Truppe kommt noch, wenn man sie lässt. Und den grünen Laserpointer bringt Peter Faber, dieses Rauhbein, das bei Bedarf auch in eine Mülltonne steigt, weil es aus Dortmund kommt und nicht Düsseldorf, bei dieser Gelegenheit hoffentlich auch wieder mit. […] Mein ‚Revier‘ ist gelungen inszeniert, die Geschichte könnte aber spannender sein.“
Carsten Heidböhmer von Stern.de empfand: „Das neue Dortmunder Team [entfaltet] erstmals sein Potenzial: Jörg Hartmann erweist sich als Kommissar Faber nicht ‚Tatort‘-kompatibel - gerade das macht ihn so sehenswert. […] Dieser Kommissar ist ein Solitär im deutschen Fernsehen. Aus all den lauwarmen, politisch korrekten Ermittlerpersönlichkeiten ragt er heraus, Jörg Hartmann liefert eine furiose Darstellung dieses traumatisierten Menschen.“
Die Kritiker der Fernsehzeitschrift TV Spielfilm zeigten mit dem Daumen nach oben, gaben für Humor, Anspruch, Action und Erotik je einen von drei möglichen Punkten, für Spannung zwei und zogen das Fazit: „Krass zugespitzt und super gespielt. […] Langsam öffnen sich in dem hitzigen, grimmigen Streifen die Innenwelten des seltsamen Ermittlers Faber […] – und auch seine drei Kollegen gewinnen an Kontur.“
Holger Gertz von der Süddeutschen wertete anerkennend: „Wenn die Autoren jetzt noch Geschichten für [Faber] schreiben, die so berührend sind wie der Kommissar selbst, dann wird der ‚Tatort‘ aus Dortmund ein Pflichttermin.“
Für T-online.de ergaben sich kritische Punkte, denn: „Für Freunde von Krimis der leisen Töne dürfte das Team allein schon ob Fabers irren Aktionen eher anstrengend sein. […] Seine Rolle als verwitweter Cop mit kaum kontrollierbaren Depressionen“ ist unüberhörbar laut.

### Einschaltquote
Bei seiner Erstausstrahlung am 11. November 2012 wurde die Folge Mein Revier in Deutschland von 8,73 Millionen Zuschauer gesehen, was einem Marktanteil von 24,80 Prozent entsprach.